# Neocerambyx pellitus
Neocerambyx pellitus är en skalbaggsart som först beskrevs av Itzinger 1943. Neocerambyx pellitus ingår i släktet Neocerambyx och familjen långhorningar.
Artens utbredningsområde är Myanmar. Inga underarter finns listade i Catalogue of Life.